# Séparateur à œuf
Le séparateur à œuf est un ustensile de cuisine facilitant la séparation, par gravité, du blanc et du jaune d'un œuf.

## Fonctionnement

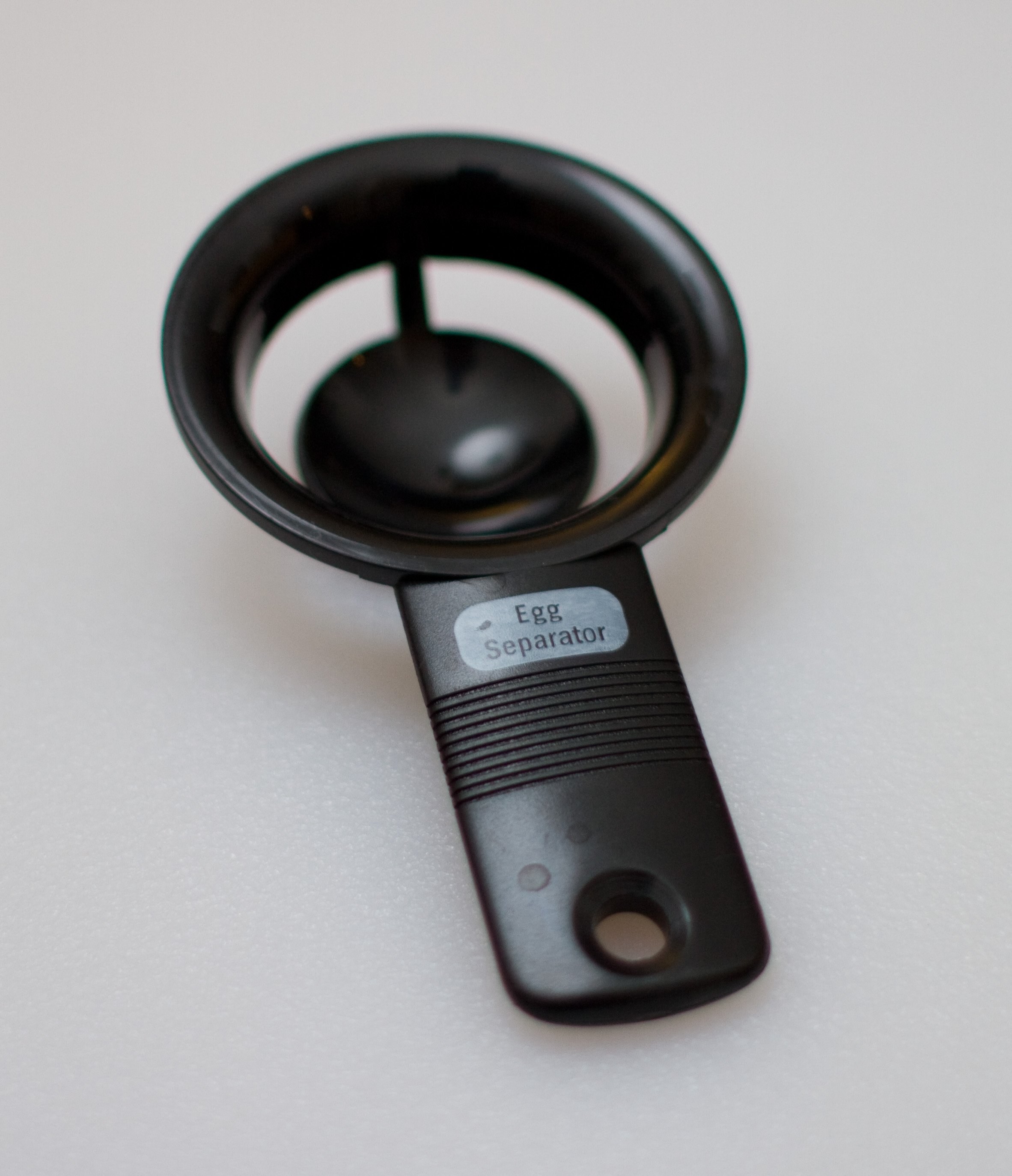
Séparateur à œuf en plastique.

Un séparateur est constitué d'un réceptacle dans lequel on verse l'œuf après en avoir cassé la coquille, le blanc s'échappe par les perforations du réceptacle alors que le jaune y est retenu. Certains modèles comportent un compartiment dans lequel sont recueillis les blancs, ce qui présente l'avantage de ne pas risquer de mélanger le blanc des œufs précédents avec le jaune si l'enveloppe de ce dernier venait à se rompre.